# Italia (nome)
Italia  è un nome proprio di persona italiano femminile.

## Varianti
- Maschili: Italio

## Origine e diffusione
Si tratta di una ripresa del toponimo dell'Italia, che potrebbe derivare dall'osco Víteliú, cioè "terra di vitelli". Altre fonti interpretano il significato con "madre dei vitelli". Di evidente significato letterale, il nome si è diffuso principalmente a partire dal Risorgimento, per motivi chiaramente patriottici ed eventualmente nazionalistici.
La prima testimonianza epigrafica dell'uso del nome Italia si ha nella monetazione della guerra sociale, coniata dai popoli italici in rivolta contro Roma: sui pezzi monetali emessi, accanto alla personificazione dell'Italia come dea elmata, faceva la sua comparsa la legenda ITALIA (in alfabeto latino) o VITELIU in alfabeto osco. "Italia" condivide l'etimologia con il nome Italo, che tuttavia ha un significato diverso (ovvero "dell'Italia"), sebbene in alcuni casi "Italia" venga indicato come la sua forma femminile. Il nome Italia, tuttavia, è già presente negli storiografi greci del V secolo a.C.: esso ricorre in alcuni frammenti di Ellanico di Mitilene e viene citato in più occasioni anche da Tucidide.

## Onomastico
Poiché il nome non ha santa patrona ed è quindi adespota, l'onomastico si festeggia il 1º novembre, in occasione di Ognissanti. Viene in alcuni casi festeggiato lo stesso giorno del nome Italo nonostante, come già spiegato, siano due nomi differenti.

## Persone
- Italia Almirante Manzini, attrice italiana
- Italia Donati, insegnante italiana
- Italia Lucchini, atleta italiana
- Italia Marchesini, attrice italiana
- Italia Ricci, attrice canadese
- Italia Vaniglio, cantante italiana
- Italia Vitaliani, attrice teatrale e capocomica italiana